# Sera Khandro
Kunzang Dekyong Chönyi Wangmo (1892–1940), ou também chamada Dewé Dorjé, mas mais conhecida como Sera Kandro, foi uma tertön e mestre budista tibetana. Considerada uma emanação de Yeshe Tsogyal, é renomada por seus ensinos, revelações de tesouros (terma) e também por suas biografias e autobiografias. Ela ensinou Dudjom Rinpoche, Chatral Rinpoche, e o Primeiro Adzom Drukpa, Drodul Pawo Dorje, entre outros altos lamas.
Sarah H. Jacoby afirmou que ela foi "uma das poucas mulheres tibetanas a registrar a história de sua vida". Khandro também escreveu a biografia de seu guru e consorte devotado, Drimé Özer, filho de Dudjom Lingpa. Sobre ele, é notória e distinta, em comparação a outros escritores budistas, a forma como ela descreveu o relacionamento de ambos como um compromisso de amor em pé de igualdade e visando à iluminação mútua através das reencarnações.

## Vida
Sera Khandro nasceu em uma família rica, filha de Jampa Gompö, um político que de ofício imperial chinês e descendente da linhagem nobre mongol em Lhasa.
Desde a infância, ela conta que sentia tendência de se dedicar a uma vida religiosa, e que recebera várias visões e profecias para tal, apesar das contrariedades de seus pais. Em 1899, aos 7 anos de idade, recebeu sua primeira revelação de tesouro. Em 1900, uma grande epidemia de varíola atingiu Lhasa, e Sera Khandro afirma que seguiu instruções recebidas em suas visões para curar os doentes por meio de mantras, sopros e água benta, o que teria deixado seu pai impressionado.
Ela foi prometida em noivado a um jovem líder chinês de Kyidrong. Isso era contra seu desejo. Quando ela tinha 11 anos, um ministro dessa casa nobre pressionou o pai de Sera Khandro para que fosse cumprida a promessa e ela se casasse, sob ameaça de guerra. Sera Khandro então tentou suicídio bebendo uma mistura de ópio e álcool, mas foi salva por seu pai. Ela conta que, pouco após esse ocorrido, teve uma experiência de "retorno dos mortos" (delok), em que recebera uma visão do sofrimento daqueles que cometeram delitos e se encontravam nos reinos ínferos.
Sua mãe faleceu quando ela tinha 12 anos, deixando-a assolada por luto e depressão. Sera Khandro fugiu do lar aos 14 anos, para seguir o mestre Drimé Özer, que estava então em Lhasa em peregrinação de Golok, no Tibete Oriental; a partir desse momento ela iniciaria uma vida de renunciante, passando por diversas dificuldades. Ela conta que, no momento que o viu de longe, ficou grandemente emocionada, e fez uma prece em que pediu: "em todas as minhas vidas, que eu nunca esteja separada de ti", isto é, de Özer. Ela voltou com ele e seus discípulos para Golok. De início, o mestre considerou que ela agiu por um impulso juvenil de sua parte e disse-lhe para que retornasse à sua família; mas ela afirmou seu desejo de ser ensinada no budismo, e acabou sendo acolhida na comunidade religiosa. Porém, alguns membros de seu grupo a hostilizavam e rejeitavam, até ao ponto em que lhe foi arranjado para que ela morasse afastada da residência do mestre e trabalhasse como servente doméstica para uma família nômade. Drimé Özer e outros deram-lhe instruções religiosas iniciais.
Aos 19 anos, ela passou a morar com Gara Gyelsé, no mosteiro de Benak. Lá também sofreu diversas hostilidades, principalmente por parte da consorte do sacerdote. Inicialmente acolhida por Gyelsé, ele passou a maltratá-la: menosprezava seu desejo de receber ensinamentos e negava sua capacidade de revelar tesouros. Em 1913, ela ficou grávida e teve sua primeira filha, Yangchen Drönma. Por ser uma filha mulher, Gyelsé também a tratou muito mal. Em 1915, Gyelsé fez um acordo com Drimé Özer para que Sera Khandro fosse trocada e enviada a ele, conforme as profecias apontavam que seu relacionamento com ela não era correto e que na verdade Khandro seria a consorte destinada a Özer. Ela ficou indignada com essa decisão feita sem consultá-la e resistiu até 1918, permanecendo com Gyelsé. As relações entre ambos se deterioravam até atingir uma crise na comunidade de Gyelsé, que o levou a expulsá-la e as suas pessoas próximas. Nesse ínterim, Sera Khandro sofreu um aborto espontâneo de seu segundo filho. Ela se deslocava frequentemente com seu grupo, incluindo sua filha e seu discípulo Tupzang, passando a morar em diversos acampamentos. Teve um terceiro filho aos 26 anos, Rindzin Gyurmé Dorjé, que foi chamado pelo mestre Gotrül Rinpoche de sua encarnação, apesar de isso não ser um reconhecimento de paternidade.
Em 1921, profundamente doente, recebeu rituais de cura de Drimé Özer. Reunidos, ambos passaram a revelar tesouros conjuntamente. Sua fama como uma tertön e consorte tântrica com habilidades de cura, promoção de longevidade e remoção de obstáculos cresceu, tornando-se muito requisitada. Muitos dos que exigiam seus rituais como consorte eram por ela firmemente rejeitados, pois ela afirmava sua devoção no relacionamento tântrico. Ela também aponta em seus escritos que muitos dos que a pediam isso eram monges manchados de vícios e que quebravam seus votos. Em 1924, uma praga atingiu Dartsang, levando ao falecimento de seu filho mais novo e de seu consorte devotado Drimé Özer. Sera Khandro foi então acolhida pelo discípulo próximo de Özer, Sotrül Natsok Randröl Rinpoche, no mosteiro de Sera, onde alternadamente residiu durante vários anos e do qual recebeu o apelido que foi popularizado por seus discípulos: Sera Khandro significa "a dakini de Sera". A partir de então, até 1934, foi um período de intensa produção em que escreveu e editou manuscritos. Ela fez várias turnês em diversos locais do Tibete, realizando rituais e ensinando a grandes multidões de praticantes e sacerdotes sobre obras de Longchenpa, Dujom Lingpa e Drimé Özer. Também inspirava multidões de mulheres leigas e ensinava líderes seculares. Continuou ensinando e revelando tesouros até sua morte, em 1940.
Sera Khandro foi professora de muitos lamas Nyingma importantes, incluindo Dudjom Jigdral Yeshe Dorje e Chatral Sangye Dorje.
Ela é considerada uma emanação de Yeshe Tsogyal. A população de Golok também se referem a Sera Khandro pelo local de seu nascimento, chamando-a de Üza Khandro ("a dakini do Tibete Central").

## Relacionamento de amor
Em diversos momentos de seus escritos, Sera Khandro explicita que sua relação de yab-yum com Drimé Özer era distinta de todas as outras em grau, igualdade da parceira e exclusividade, apesar de em outros momentos ambos terem tido outros consortes. Por exemplo, ambos repetidamente se chamavam com termos que aparecem exclusivamente para se referir um ao outro, como "joia do meu coração" e "consorte do coração". Esse compromisso sagrado entre ambos era reforçado por uma série de vidas passadas que, segundo seus relatos, compartilhavam. Khandro firmemente distinguia que seu desejo por Drimé Özer não era de luxúria, mas uma conexão sagrada.
Segundo Sarah Jacoby, os escritos de Sera Khandro "transmitem algo muito mais íntimo do que as aplicações formulaicas da teologia budista vajraiana: suas obras são repletas de interpretações sentimentais de anseio, amor e, eventualmente, perda de Drimé Özer". A relação entre ambos era de parceria mútua e Sera Khandro a chamava de maneira única como "votos de compromisso dos parceiros masculino-feminino" (tradução de yab yum dam tshig).

Diferente de histórias budistas comuns em que a ênfase recai na iluminação individual, seus escritos afirmam uma iluminação mútua entre os dois. Há precedente disso na literatura budista, porém poucos correlatos em outras biografias de reveladores de tesouros de uma história centralizada no relacionamento de yab-yum e com ênfase na experiência de compartilhamento do casal tântrico. Seus escritos indicam que não havia subordinação de sua parte. Segundo Jacoby:
"Este amor intenso, exclusivo e mútuo aparece onde menos se espera—embutido em uma metafísica budista tântrica supostamente desprovida de amor apaixonado, removida de influências literárias euro-americanas e em um contexto cultural nômade tibetano notado mais frequentemente por seu banditismo e atraso do que por suas próprias formas de modernidade. Não precisamos vasculhar a escrita de Sera Khandro em busca de influências estrangeiras de concepções euro-americanas de amor romântico, do chinês culto de qing ou outras expressões culturais de amor além daquelas disponíveis aos goloks do final do século XIX e início do século XX, a maioria dos quais falava e lia apenas tibetano. Nem devemos pressupor a universalidade do amor na psique humana para explicar a formulação particular de Sera Khandro, pois não podemos separar facilmente a experiência humana de sua expressão linguística, a bioquímica do comportamento social."
Em uma prece de elogio a Özer, Khandro se chama de uma senhora louca e descuidada que necessita de seu amparo, e nela finaliza com os versos:
"Que eu, alguém com carma negativo, seja protegida pelo seu amor
e não caia nos estados infelizes do samsara
mas pratique diligentemente o Darma totalmente puro
por toda a minha vida
Que não haja obstáculos na realização dos meus desejos,
e que eu nunca me separe do seu lado,
Glorioso Guia e Lama,
e pratique o Darma!
Isto foi oferecido por uma senhora louca e descuidada, que apenas come, dorme e defeca. 

Que a virtude prevaleça!"
Em uma prece de Özer, ele utiliza uma imagem metafórica ao amor em que ambos tinham, referindo-se a si como um "abutre" e a ela como um "cuco"; nela, diz em alguns versos:
"Através da potência abençoada da profunda interdependência do método e da sabedoria,
Que raios ilimitados de nossa compaixão beneficiem os outros,
levem todos que encontrarmos aos campos búdicos dos detentores da consciência,
espalhem excelentemente a luz da bondade por todo o universo e a todos internamente,
e façam com que tudo que serve aos ensinamentos de Buda e aos seres vivos floresça.
De agora até que eu alcance o coração do despertar,
que eu nunca seja separado de você, Dechen Dewai Dorje!
Que eu me deleite em sua glória através das quatro alegrias inatas

e inale completamente o sopro fresco de seu discurso de sabedoria ambrosial"
Há um grande tema de anseio e amor em separação nos escritos de Sera Khandro. Aos 23 anos, em 1915, quando ela ouviu que Drimé Özer estava nas proximidades de onde ela morava com Gyelsé, ela afirmou: "Eu queria vê-lo como uma pessoa com sede anseia por água". Após o momento em que Gyelsé fez o acordo para que ela fosse viver com Özer, Sera Khandro e Drimé Özer se encontraram em quatro visitas antes de passarem a morar juntos. Ao longo delas, o que inicialmente a relação de yab yum de ambos era de mestre-discípulo, mas que foi transformada em uma relação mútua e horizontal, em que ambos nutriam a saúde do outro, revelavam e atingiam a realização espiritual de forma conjunta. Na quarta visita, ansiosa por não saber se encontrariam novamente, ela afirmou a Özer:
"Seu olhar para mim com grande amor me tira da assembleia dos humanos e me coloca na assembleia das deidades. Você é os pilares que sustentam minha força vital, meu consorte secreto para atravessar o caminho rápido, meu herói com tesouros profundos expansivos e discípulos. (...) Antes, eu nunca encontrara alguém como você. Mais tarde, posso esquecer sobre encontrar alguém como você."
Depois, quando Özer ficou doente, ele enviou uma carta a Khandro com urgência pedindo a sua presença:
"Minha consorte de muitas vidas que gera bem-aventurança,
grande alegria Dewé Dorjé, joia do meu coração,
rapidamente reúna a excelente assembleia de conexões auspiciosas

de se unir a mim inseparavelmente sem se separar por um instante."
Na carta de resposta, Khandro afirmou que não poderia visitá-lo rapidamente e suplicou para que ele permanecesse vivo. Em alguns versos ela demonstra estar desolada:
"Pelo resíduo cármico de orações puras de tempos passados,
Eu me associei a este consorte autêntico por muitas vidas.
Agora, pela influência de fortes circunstâncias negativas,
Devo me separar de meu consorte que é como meu coração—

minha mente está tomada pela miséria e eu choro."
E termina com os versos: "Nesta e em minhas vidas futuras, você é minha única esperança. Desejo constantemente permanecer com você, sem me separar nem por um segundo".
Morando juntos, ambos procuravam se manter o mínimo possível afastados. O empenho em que ambos se dedicam ao bem estar e longevidade do outro também faz com que os relatos de Sera Khandro destoem dos avisos budistas convencionais sobre os perigos do apego amoroso em meio à impermanência, como no exemplo da história do casal de abelhas separadas pela morte, contada por Patrul Rinpoche. Segundo Jacoby: "Ambos os tipos de amor são pontuados pela inevitabilidade da impermanência e pela dor da separação, mas, diferentemente das abelhas de Patrül Rinpoche, o amor de Drimé Özer e Sera Khandro não os leva mais perto da morte, mas sim ao seu desafio."

Quando Sera Khandro comunicava presságios de que ela faleceria, Özer afirmou:
"Qual é o significado de você afastar tanto sua canção quanto sua filha e em particular a mim de seu coração e não ficar neste mundo? Em quem confiaremos e por quem teremos afeição? Em particular, já que você sabe que não tenho outra fonte de refúgio e nenhuma outra pessoa que seja tanto minha consorte quanto meu lama para confiar, quão miserável afastar-me de seu coração!"
Quando ela estava profundamente adoecida, Drimë Ozer lhe disse:
"Querida criança, se você me afastar do seu coração e for para o campo búdico, muito em breve eu certamente direcionarei minha intenção para estar lá com você. Eu esquecerei de manter e propagar todo o meu Darma de Tesouro e assim por diante até que nem mesmo um traço dele permaneça. Você é o objeto das minhas esperanças nesta vida e na próxima. Você é a grande carruagem para atravessar o caminho rápido. Minha consorte, joia do meu coração, em todas as minhas vidas sucessivas, que eu possa estar sem separação de você!"
Mais tarde, quando Özer faleceu, Sera Khandro relata ter tido visões que a consolaram, em que ele lhe teria afirmado:
"Eu vago de terra em terra, mas nunca fui a lugar nenhum. Por que você está sentindo tanto sofrimento sobre o que aparece neste mundo que é como um sonho ilusório? Aparte de você ter a percepção de que nós, yab e yum, nos separamos, por que nos separaríamos por um fio de cabelo? Tendo confiança de que todos os fenômenos são ilusões e sonhos, conclua que tudo é a grande sabedoria primordial não dual. Então não será difícil perceber a esfera final na qual os Três Corpos são iguais, tal como é. Agora você virá mais tarde. Eu tenho que ir antes."
Em outra visão, ele lhe afirmaria:
"A verdade suprema é que, devido à grande profundidade de nossa conexão de aspirações passadas e atualmente devido à nossa forte conexão baseada em conduta mutuamente pura, não temos nenhuma separação, mesmo por um instante. Na expansão da luz clara, nós dois sempre nos encontraremos"

## Legado
Várias gerações herdaram as linhagens de Sera Khandro e seu parceiro. Sua memória inspirou o casal de reveladores tântricos Tare Lhamo (1937–2002) e Namtrul Jikmé Püntsok (1944–2011). Tare Lhamo foi amplamente reconhecida como uma encarnação de Sera Khandro. Outras mulheres também se tornaram renomadas e alegadas como tal, por exemplo Khandro Rinpoché (nascida em 1954); a filha de Dzongtrül Rinpoché, Lhacham Chökyi Drönma (metade do século XX); bem como o bisneto de Drimé Özer, Trinlé Tendzin (nascido c. 1990) e a filha mais velha de Jadrel Rinpoché, Semo Saraswayi (nascida em 1965).